# Szapsel Rotholc
Szapsel Rotholc est un boxeur polonais né le 7 février 1913 à Varsovie et mort en 1996 à Montréal.

## Carrière
Sa carrière amateur est principalement marquée par une médaille de bronze remportée aux championnats d'Europe de 1934 dans la catégorie des poids mouches.

## Palmarès

### Championnats d'Europe
- Médaille de bronze en -50,8 kg en 1934 à Budapest, Hongrie